# António Soares

Natacha, c. 1928, têmpera sobre tela, 162 x 125 cm

António Soares (Lisboa, 1894–1978) foi um ilustrador e pintor português. Pertence à primeira geração de pintores modernistas portugueses.

## Biografia/Obra
Nascido num meio humilde, não teve formação académica. Construiu uma carreira "de certo modo jogada entre valores contraditórios de modernismo e de academismo".
Apresenta pela primeira vez o seu trabalho na II Exposição dos Humoristas, Lisboa, 1913; expõe também na I Exposição dos Humoristas e Modernistas, 1915, e na II Exposição dos Modernistas, 1916, Porto. Expõe pela primeira vez individualmente em 1921 na Galeria do Século / Ilustração Portuguesa (também em 1930 e 1932); a partir daí realiza numerosas mostras individuais, nomeadamente na Casa Jalco, Galeria do Diário de Notícias, S.N.I., etc.
Em 1925 viaja até Paris, onde visita a Exposição Internacional de Artes Decorativas e Industriais Modernas; o estilo Art Déco sensibiliza o artista, impulsionando-o na renovação do gosto no âmbito das arte decorativas, do design e da publicidade.
Além da sua atividade como pintor, António Soares trabalhou em artes gráficas e ilustração, fazendo capas de livros, cartazes, anúncios, colaborando ainda para o cinema e teatro. Destaca-se a sua colaboração em revistas como Ilustração e Magazine Bertrand, para as quais criou, a par de Jorge Barradas, algumas das melhores capas.
Entre outras, colaborou também na revista luso-brasileira Atlantida (1915-1920).
"Desenhador requintadamente mundano", a sua pintura revela uma "elegância expressiva" através da qual procura "modernizar uma visão pictórica e espiritual aprendida na obra de Columbano". Uma das suas obras de referência, Natacha, 1928, "é, sem dúvida, dos melhores retratos mundanos e espetaculares da pintura portuguesa". Os anos de 1930 começam, segundo José-Augusto França, a ser-lhe desfavoráveis, correspondendo ao seu progressivo isolamento e a um "amaneiramento da sua pintura".
Venceu um Grande Prémio na Exposição Internacional de Paris, 1937. Recebeu por duas vezes o Prémio Columbano, nas Exposições de Arte Moderna do S.P.N./S.N.I. (1935 e 1948). Em 1958 foi-lhe conferido o grau de Oficial da Ordem de Sant'Iago da Espada e em 1962 recebeu o Prémio Diário de Notícias.
Apesar dos prémios recebidos nas décadas finais, António Soares "terminou a sua carreira num relativo esquecimento, alheado, até à data da sua morte em 1978, das manifestações mais importantes da arte portuguesa dos anos 50 em diante".